# Даниил II (архиепископ Сербский)
Даниил II, или Данило II, или старец Данило (серб. Данило, около 1270—19 декабря 1337) — один из самых почитаемых святых Сербской православной церкви, религиозный, культурный и политический деятель, святитель, архиепископ Сербский с 1324 года (архиепископ Печский), писатель
, поэт и биограф сербского Средневековья.
Сербская академия наук и искусств в конце XX века внесла его в список 100 самых знаменитых сербов.

## Биография

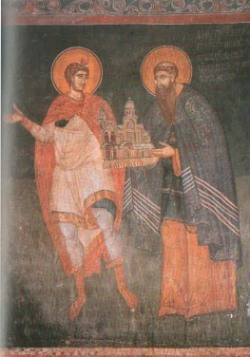
Архиепископ Данило II и пророк Даниил

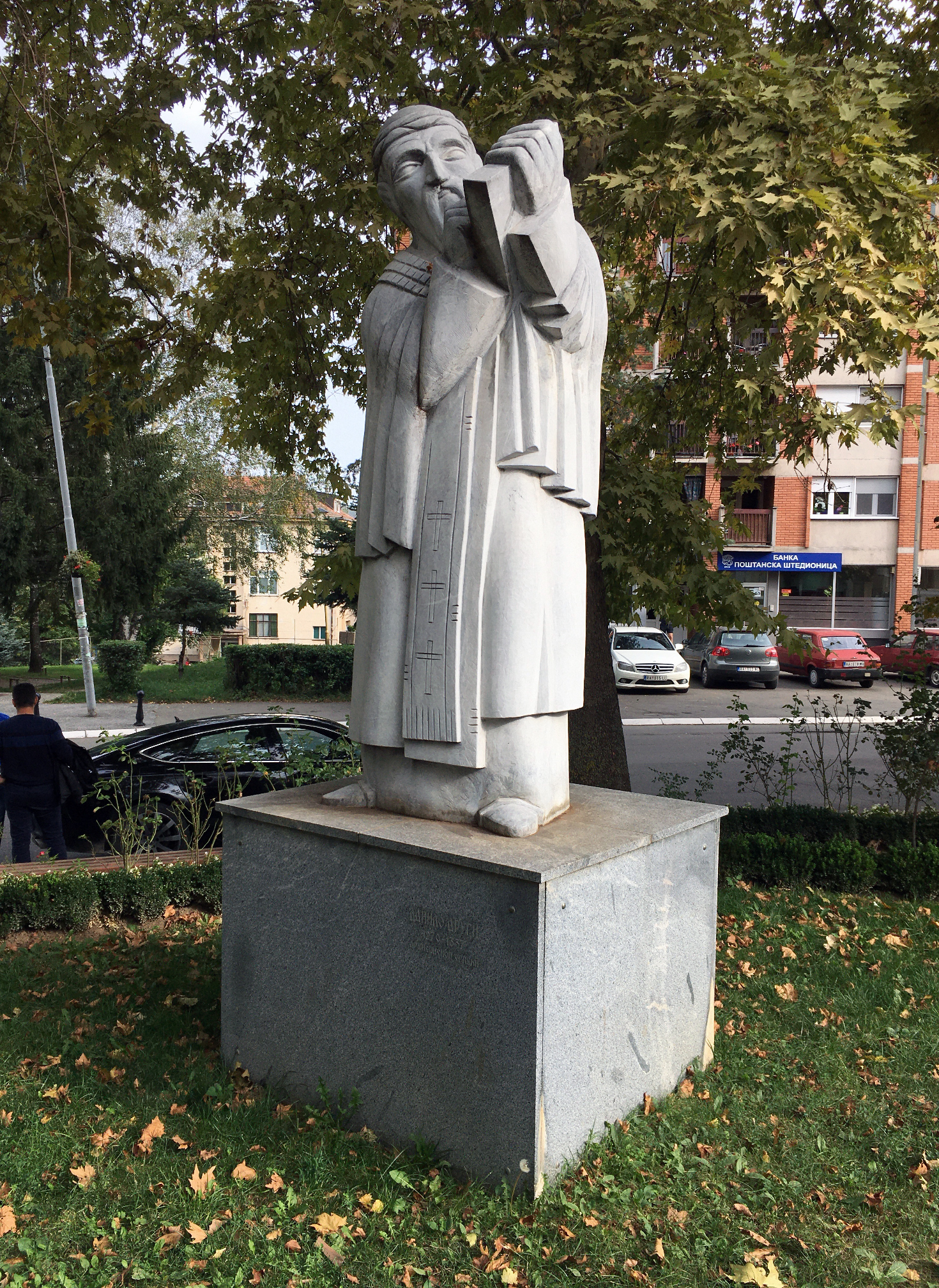
Памятник Даниле II в городе Рашке (Сербия)

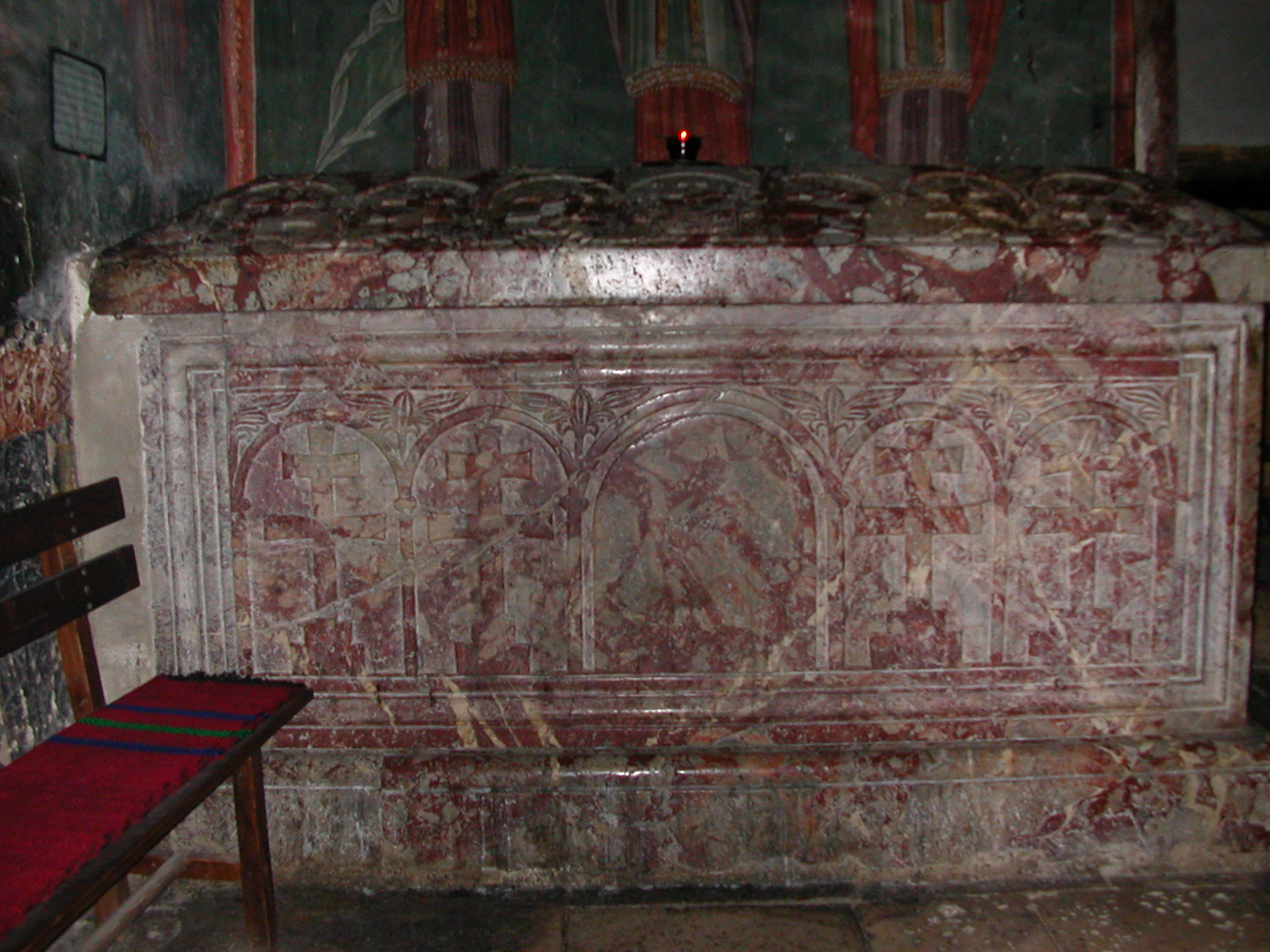
Саркофаг Данилы II

Родился в знатной семье. Мирское имя неизвестно. Получил основательное образование в юности. Был одним из самых доверенных придворных короля Сербии Стефана Уроша II Милутина и его верным помощником. После беседы с неким старцем в монастыре Сопочаны, куда он приехал, сопровождая короля, решил стать монахом. Около 1300 года, отказавшись от светской карьеры, принял постриг с именем Даниил и поступил в монастырь Святителя Николая в Кончуле. В 1304—1305 годах входил в окружение архиепископа Евстафия. В 1305 году был избран игуменом афонского монастыря Хиландар.
Во время Каталонской компании Востока, когда изгнанные из Палестины крестоносцы, смешавшись с арабами, расхищали и грабили афонские монастыри, руководил защитой монастыря в 1307—1310 годах. Столкнувшись с угрозой, Данило собрал ценнейшие сокровища монастыря и отправился с вооружённым конвоем в Сербию, где передал их Милутину. Когда на Святой горе Афон воцарился мир, святой сложил с себя игуменство и удалился на полное безмолвие.
По возвращении он был избран епископом Баньской епархии, но согласился управлять епархией при условии, что ему будет разрешено жить на Афоне и управлял ею три года. Руководил строительством монастыря Святого Стефана в Баньске и присматривал за королевской казной.
В периоды пребывания на Афоне был тесно связан с русским Пантелеймоновым монастырём (большинство насельников которого в то время были сербами), имел там духовного отца.
В 1317 году Данило был назначен на Хумскую епархию. Оставался на этом посту до 1324 года, когда стал архиепископом Сербии. Ещё при жизни святитель Даниил удостоился дара чудотворений и исцелений.
В 1328 году Данило воздвиг в Пече православную церковь Богородицы, которую затем соединил собственноручно спроектированным экзонартексом с церквями Святых Апостолов и Святого Деметриуса. Кроме того, он также построил православные храмы Святителя Николая в Пече и Святого Георгия в Магличе.
Был советником трёх сменявших друг друга правителей Сербии, искусным дипломатом.
Занимался литературным творчеством. Автор древнейшей части сборника «Жития королей и архиепископов сербских» (позднее было дополнено другими авторами), которую составили Жития королей Стефана Уроша I, Стефана Драгутина, Милутина (Стефана Уроша II), королевы Елены, архиепископов Арсения I, Иоанникия I и Евстафия I. Этот цикл, созданный между 1317 (Житие королевы Святой Елены) и 1324 (Житие короля Святого Милутина) годами, является важнейшим источником по истории династии Неманичей и Сербской православной церкви середины XIII — 1-й четверти XIV века и, как считают специалисты, продолжает традицию святого Стефана Первовенчанного.
Похоронен в Пече. Память 20 декабря, в Соборах Сербских святителей и в Афонских преподобных.

## Избранные публикации
- Животи краљева и архиепископа српских / Изд. Ђ. Даничић. Загреб, 1866. Лондон, 1972;
- То же / Пер. Л. Мирковић, вступ. ст. Н. Радоjчић. Београд, 1935;
- То же / Ред. Г. МкДаниjел. Београд, 1988;
- Србљак: Службе. Канони. Акатисти. Београд, 1970. Књ. 2. С. 7-47 [служба архиеп. Арсению]; С. 50-75 [служба архиеп. Евстафию];
- Die Konigsbiographien / Hrsg. S. Hafner. Graz, 1976.